# 独流侯氏民居
独流侯氏民居位于中华人民共和国天津市静海区独流镇团结街村委会北侧，团结街前后两个胡同中间。据《独流镇志》记载，该民宅建于清乾隆年间，毁于文化大革命时期，原有94间房屋，10个住宅小院，为清代河南知县侯氏居住。现仍保留住房4间，进深3.3米，长12米，砖木结构，硬山瓦顶，门窗保留原状，为木质镂空雕花图案。 